# Oidiodendron scytaloides
Oidiodendron scytaloides är en svampart som beskrevs av W. Gams & B.E. Söderstr. 1983. Oidiodendron scytaloides ingår i släktet Oidiodendron och familjen Myxotrichaceae.   Inga underarter finns listade i Catalogue of Life.